# Distretto del Mustang
Il distretto del Mustang (in lingua nepalese : मुस्ताङ जिल्ला, mustāṅa jillā) è un distretto del Nepal, in seguito alla riforma costituzionale del 2015 fa parte della provincia di Gandaki.
Il capoluogo è Jomoson.

## Caratteristiche
Il distretto è situato nel nord-ovest del paese; fa parte della provincia Gandaki Pradesh, ma fino al 2015 faceva parte della zona di Dhawalagiri e della Regione di Sviluppo Occidentale. Nel suo territorio è incluso il regno del Mustang, che gli ha dato il nome. La superficie è di 3 573 km², che ne fa il 5º distretto più grande del paese dopo Dolpa, Humla, Taplejung e Gorkha), e la popolazione è di 13 452 abitanti (nel 2011), quindi il distretto meno popolato del paese dopo il Manang. Il capoluogo del distretto è Jomoson.
Il distretto è posto a cavallo dell'Himalaya ed arriva a nord, sino all'altopiano del Tibet dove si stendeva l'antico regno del Mustang.

## Storia
Dopo la decimazione, nel 1959, di quattro gruppi di guerriglieri paracadutati in Tibet, per unirsi ai resti della resistenza tibetana, la CIA ha cambiato la sua strategia ed ha istituito una base nel Mustang. Raccolse quasi 2.000 tibetani, comandati da un ex monaco, Bapa Yeshe, organizzandoli in un esercito moderno e fornendoli di armi e munizioni per via aerea. Questi combattenti avevano il compito di lanciare incursioni in Tibet.
Nel 1964, la maggior parte dei villaggi del Mustang accoglievano campi o basi militari, per un totale stimato in 6000 combattenti.
L'ultima azione armata ha avuto luogo nel maggio 1965. All'inizio del 1969, l'Agenzia bloccò ogni supporto ai guerriglieri. Questa era una delle condizioni imposte dalla Cina per ristabilire relazioni diplomatiche con gli Stati Uniti · .
A causa delle efficaci misure di controllo alle frontiere prese dalla Cina ed alle lotte intestine che opposero i vari leader tibetani, la guerriglia Mustang si è ritrovata impotente e senza mezzi.
Nel 1974, sotto la pressione dei cinesi, il governo nepalese ha inviato truppe nel Mustang, richiedendo che i combattenti si arrendessero. Temendo spargimenti di sangue, il Dalai Lama ha inviato loro un messaggio registrato chiedendo di arrendersi, cosa che venne fatta, non senza rammarico, tanto che alcuni guerriglieri si suicidarono poco dopo. Quelli che non si suicidarono, vennero internati fino al 1981.

## Municipalità
- Gharpajhong
- Thasang
- Barhagaun Muktichhetra
- Lomanthang
- Dalome

## Galleria d'immagini

Distretto del Mustang
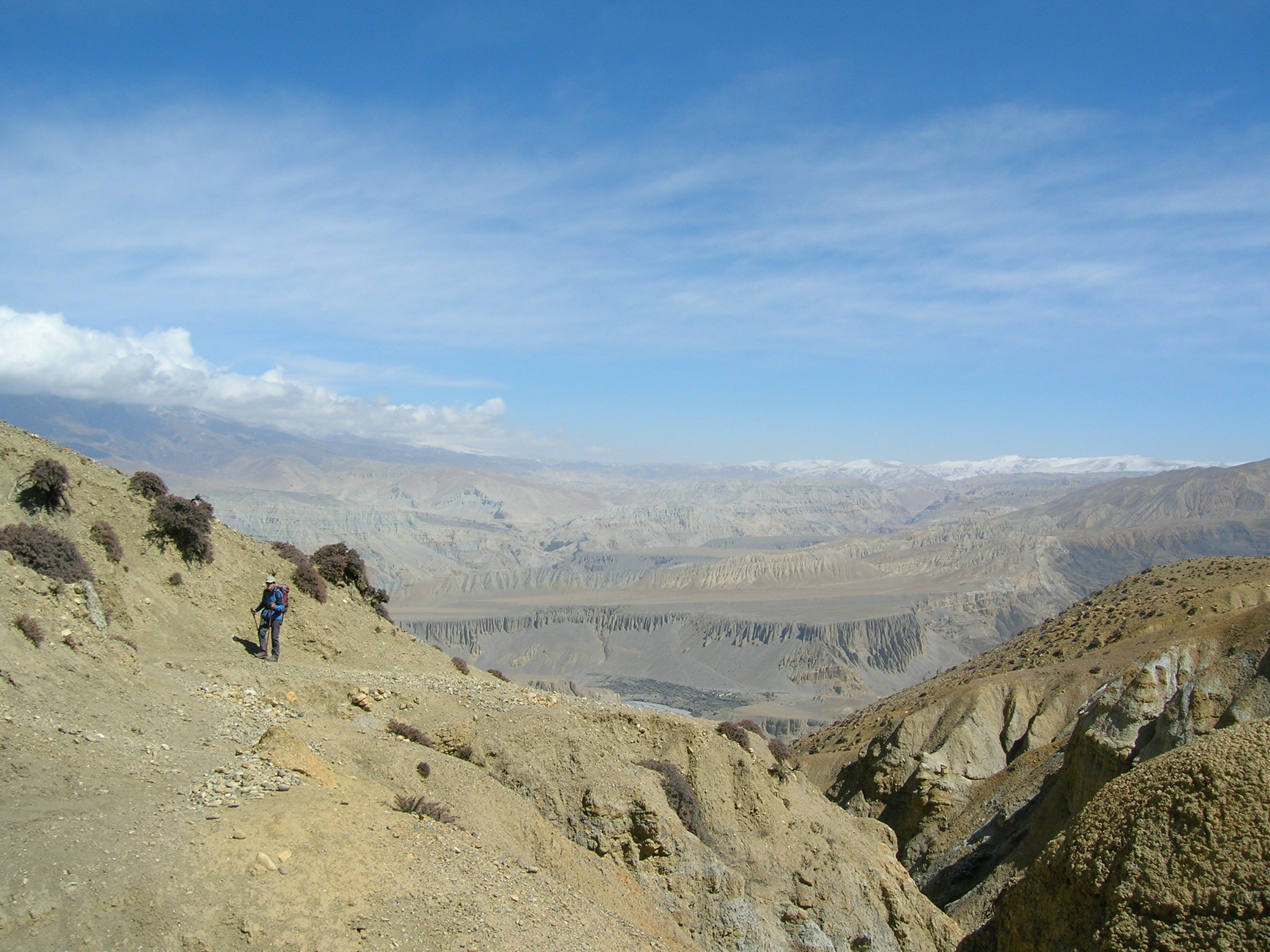
Il Mustang possiede un clima semi-arido.
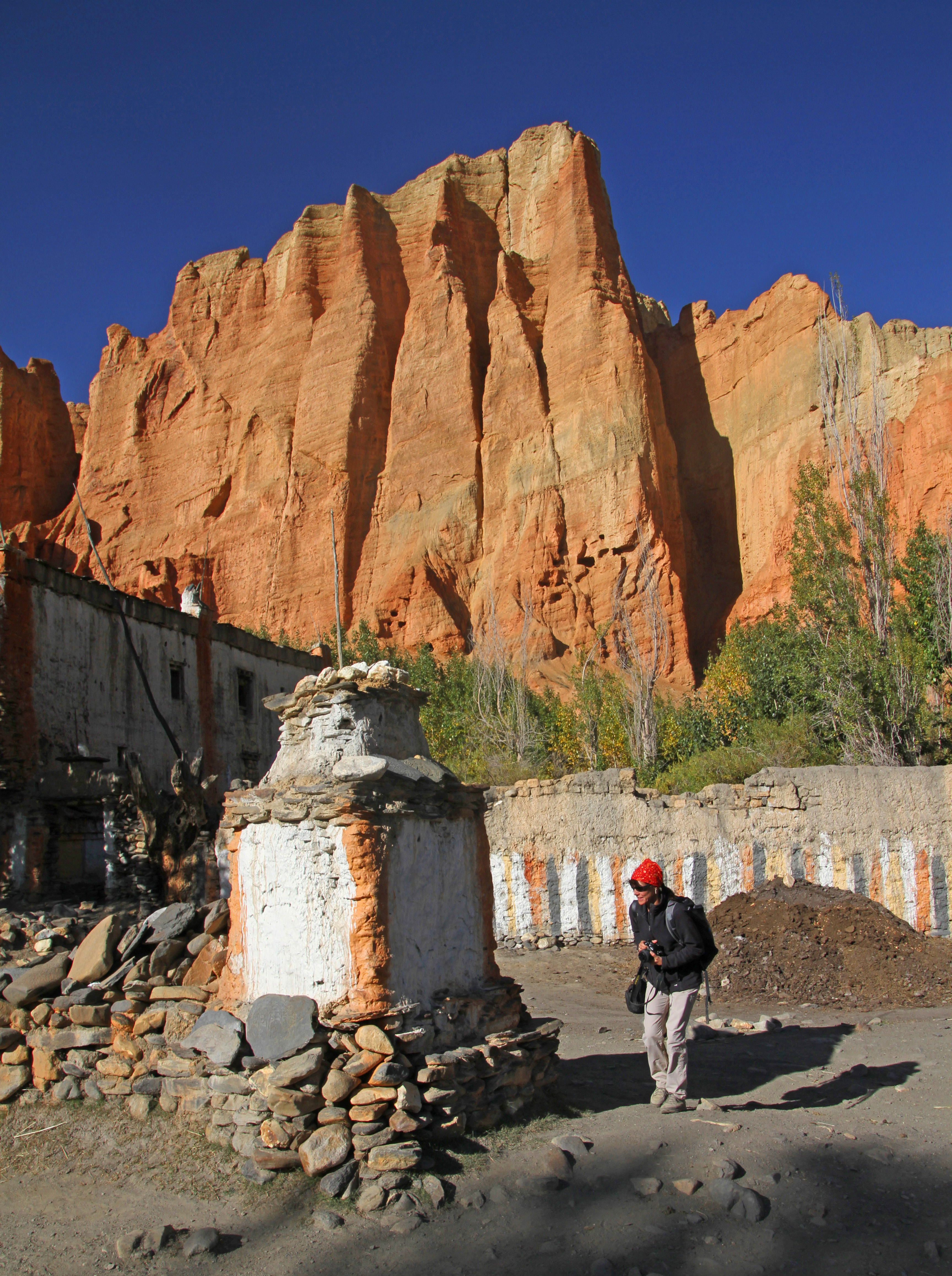
Muro rosso di Dhakmar.
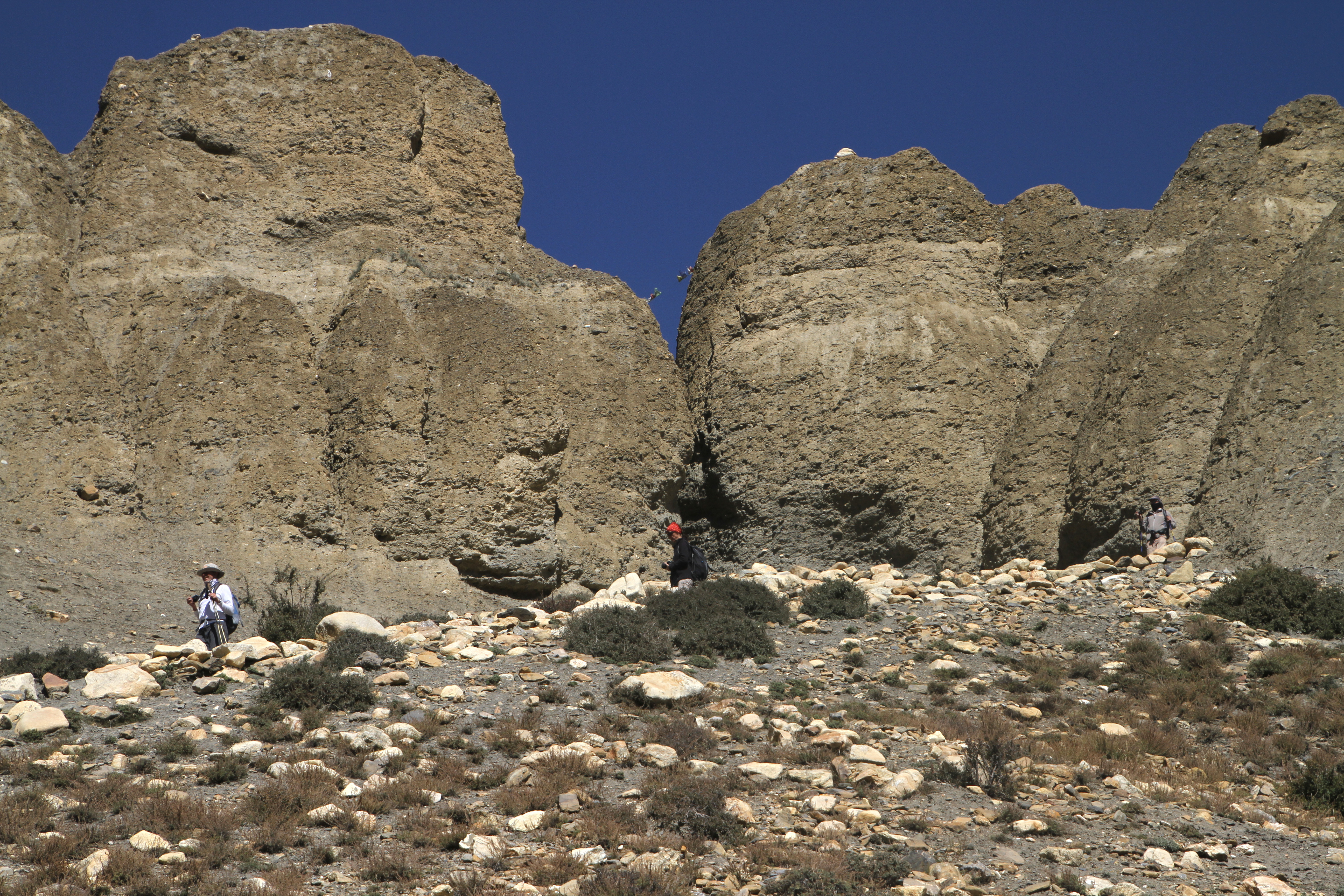
Sentiero da Ghami a Lo Gekar.
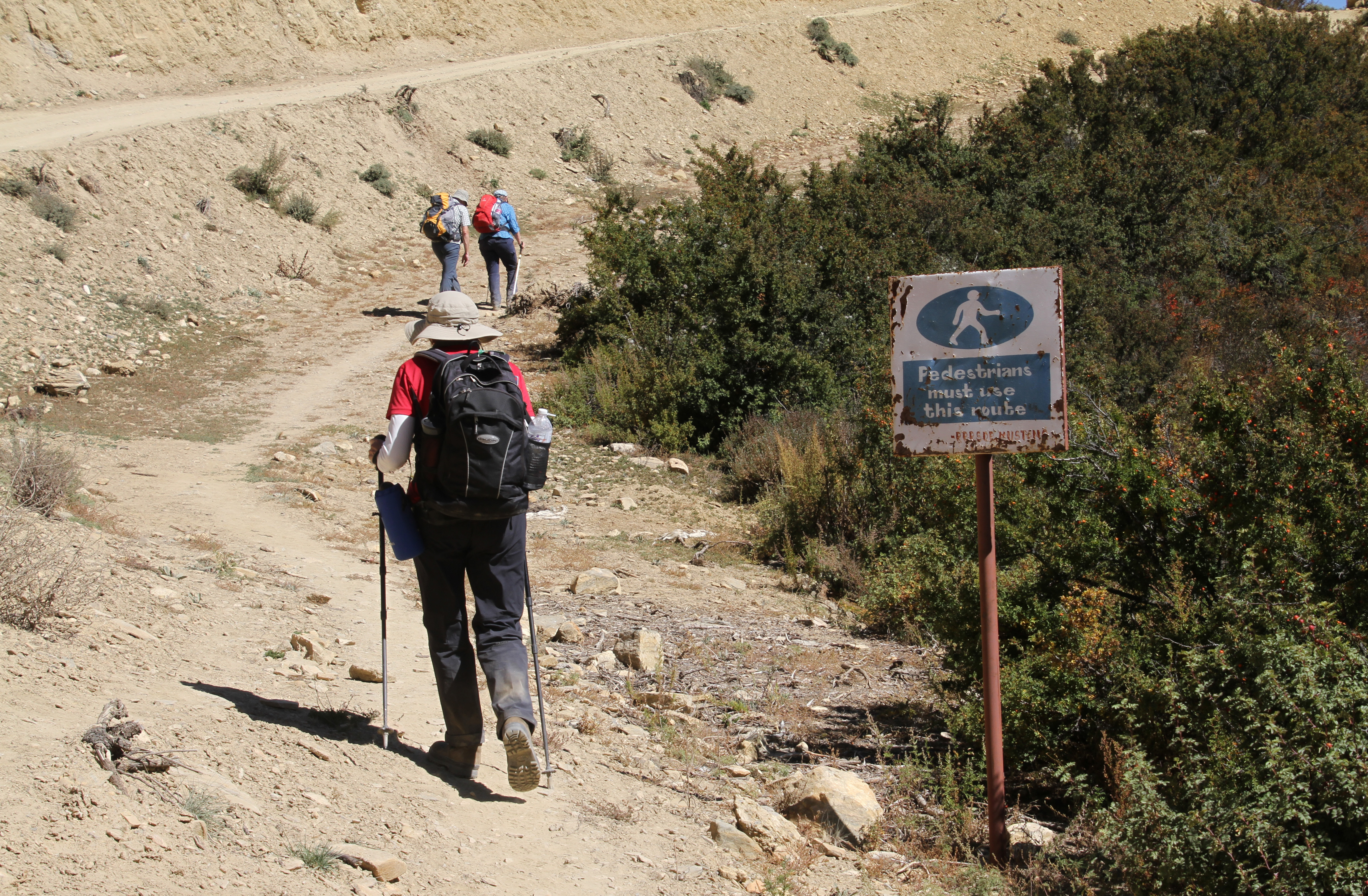
Sentiero da Samar a Syangboche.
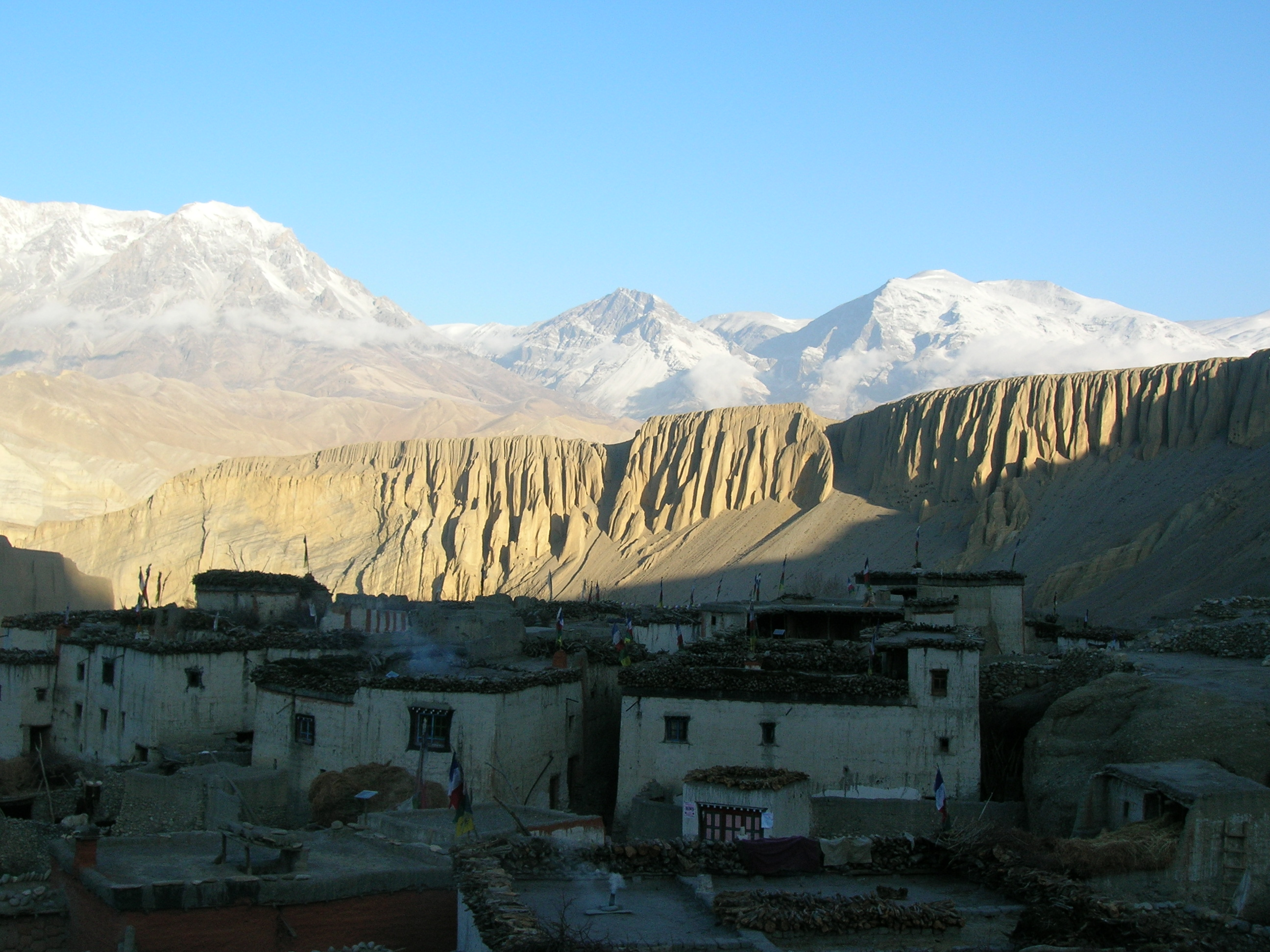
Tetang, villaggio del distretto.
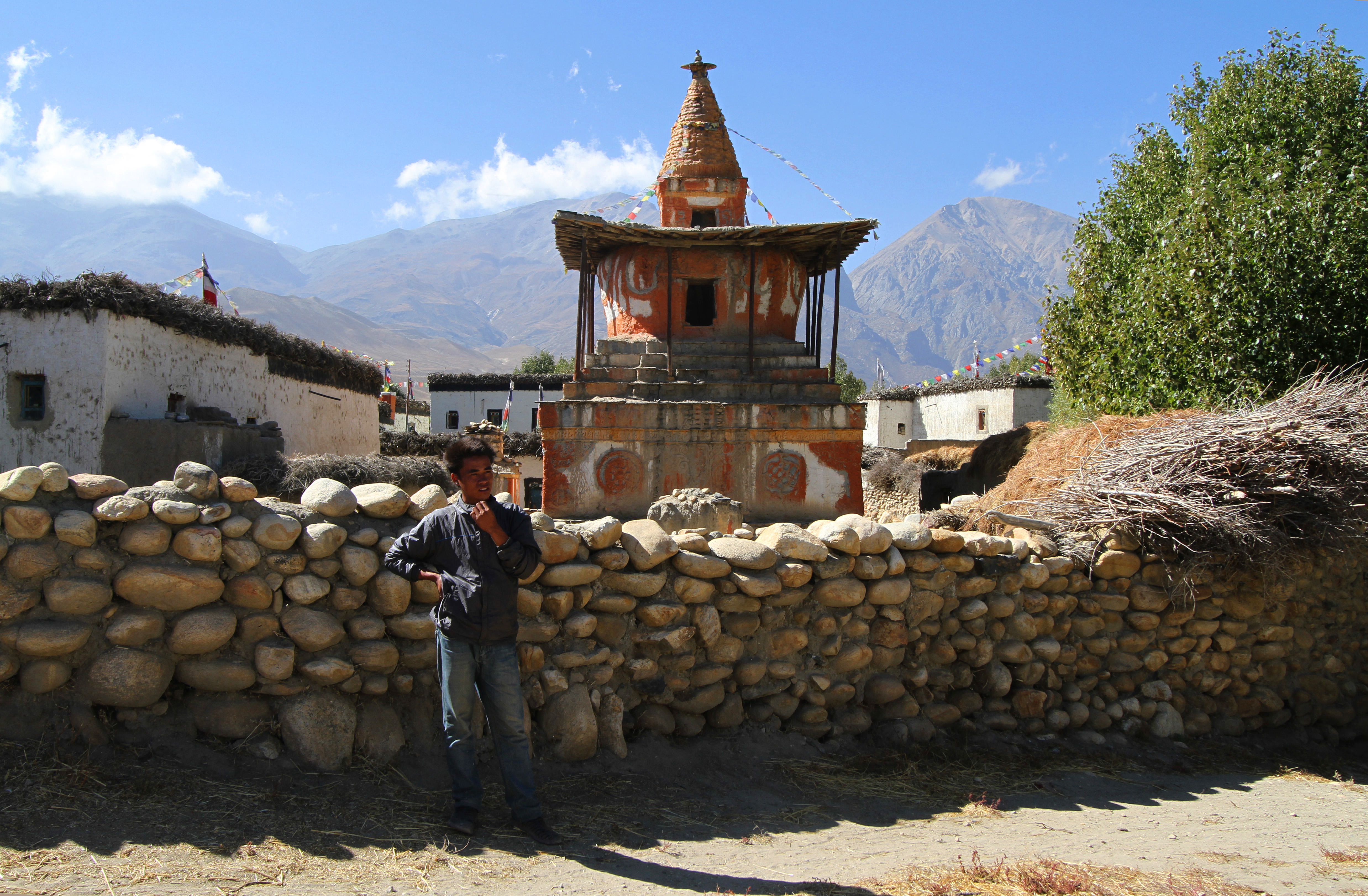
Tsarang.
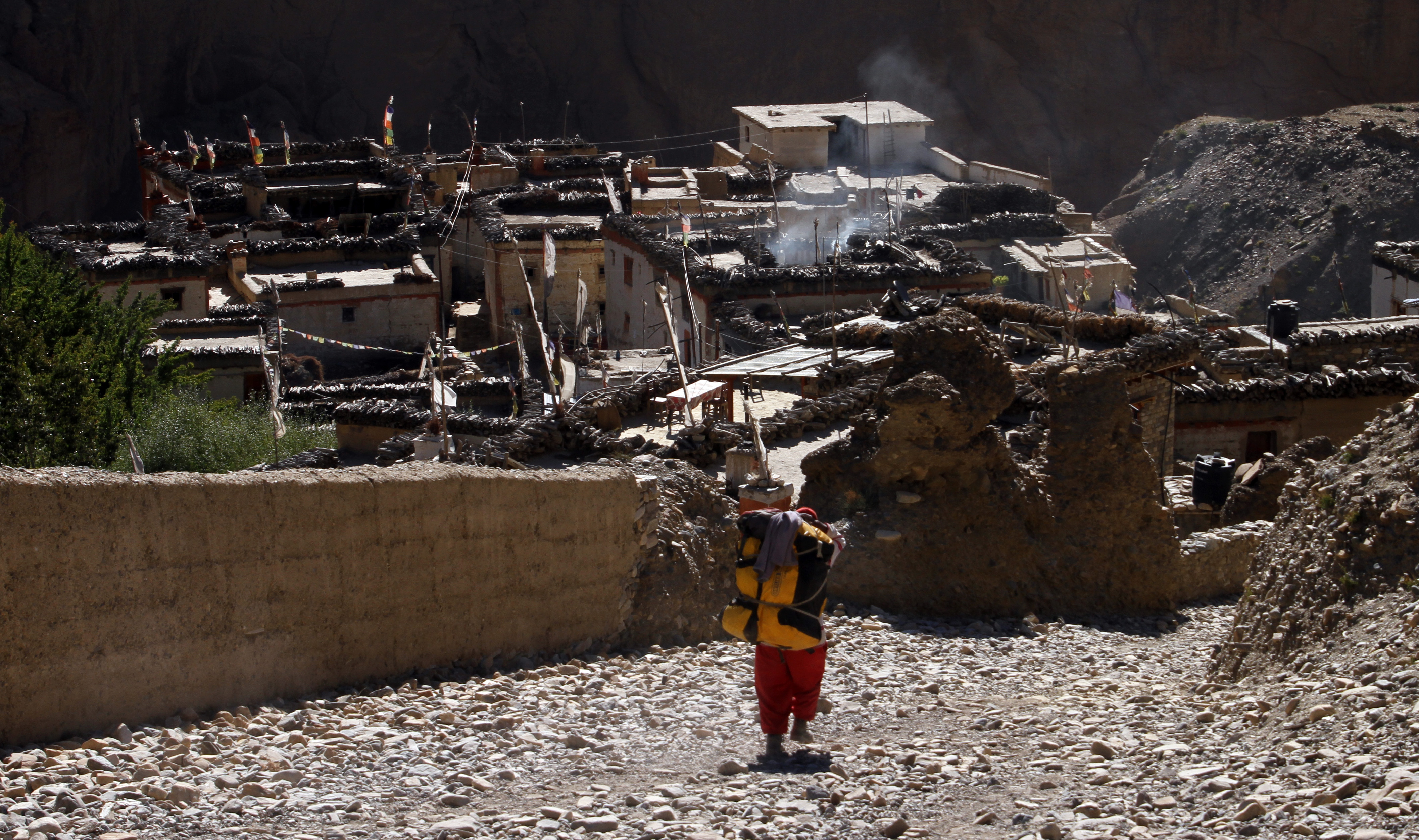
Villaggio Tsele.
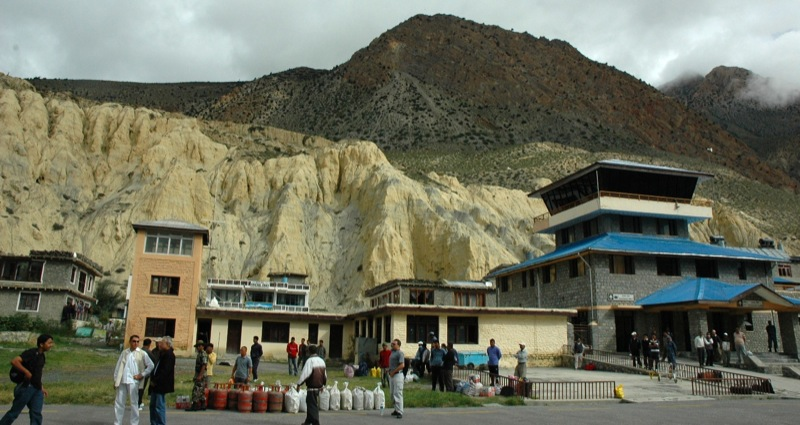
L'aeroporto di Jomsom, unico aeroporto del Mustang.